# گرین فیلم
دانه بندی فیلم (به انگلیسی: Grain)

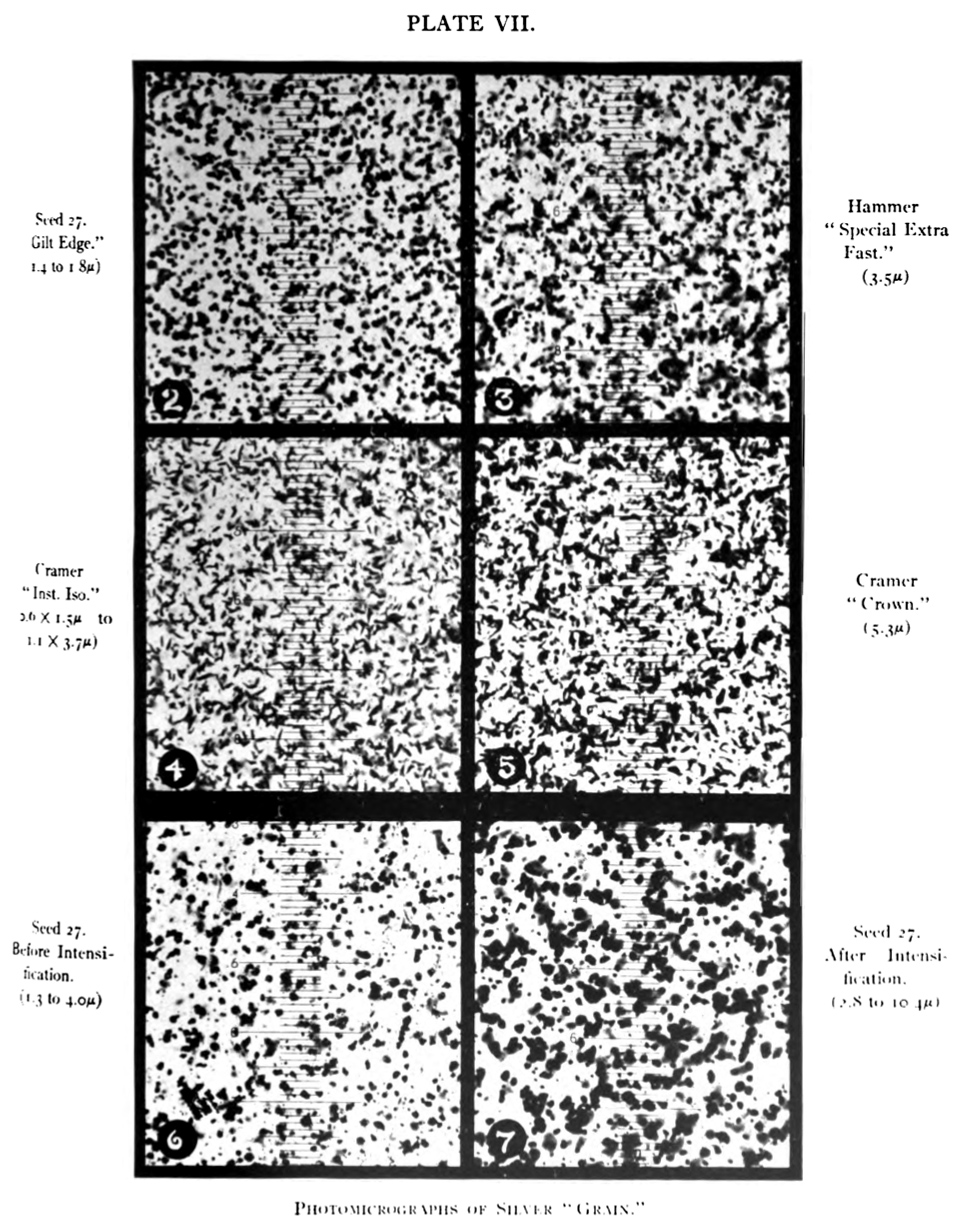
فتومیکروگراف دانه از صفحات مختلف عکاسی

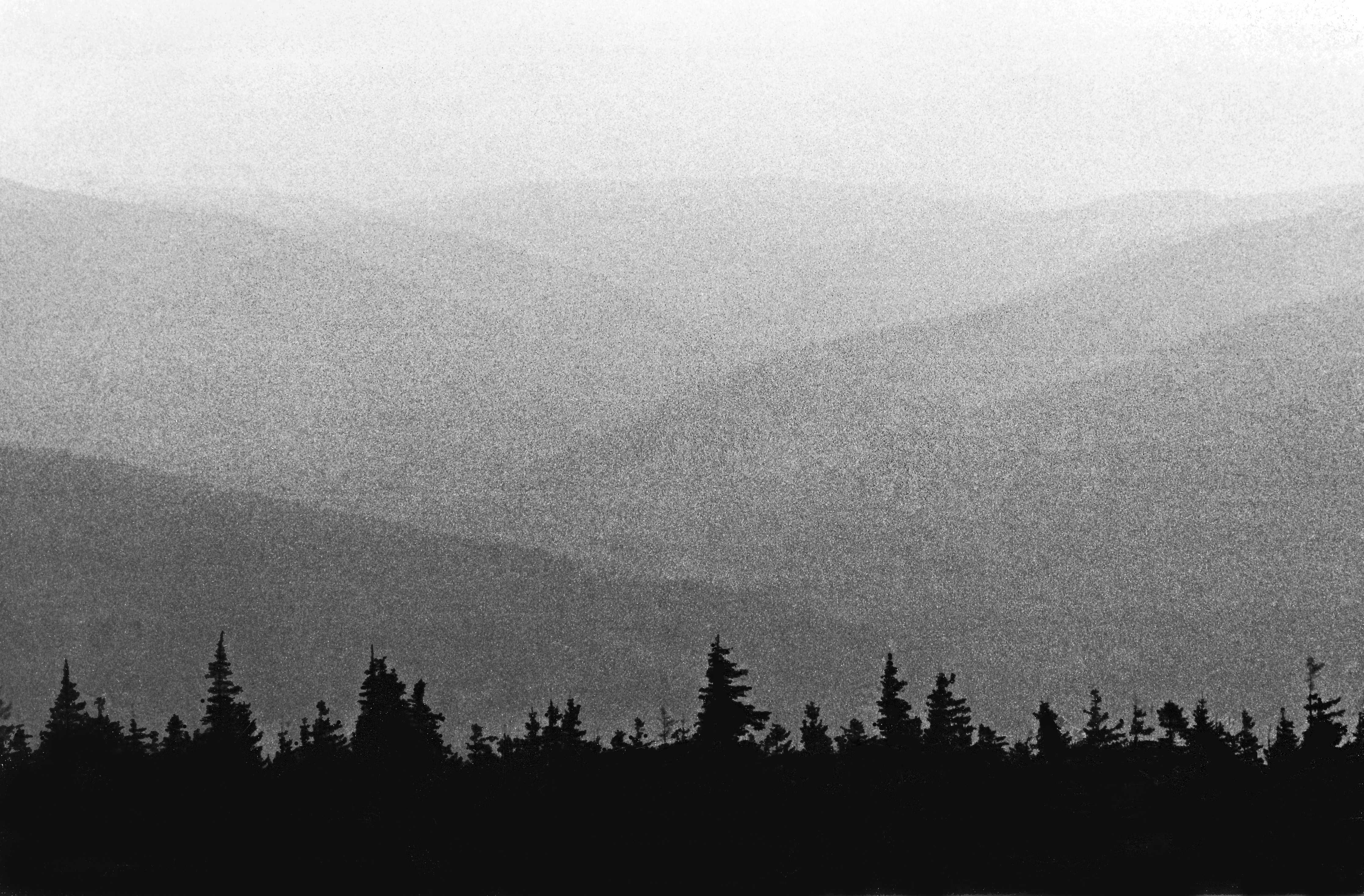
دانه فیلم برای جلوه هنری استفاده می‌شود

کوچکترین ذره میکروسکوپی تشکیل دهنده تصویر.
تصویر روی نگاتیو از ذرات ریز فلز نقره تشکیل یافته‌است که به نسبت نور تابیده بر قسمت‌های مختلف فیلم، مقدار آن‌ها در جاهای مختلف تصویر تفاوت می‌کند. در بخش‌‌هایی که نور بیشتری دیده، تجمع ذرات نقره بیشتر است. با بررسی فیلم در زیر میکروسکوپ، معلوم می‌شود که تصویر از تجمع نامنظم دانه‌های نقره (نقره برمید) به وجود می‌آید، که پس از ظهور به نقره متالیک تبدیل شده‌اند. معلوم است که با آگراندیسمان کردن نگاتیو (بزرگ کردن آن) اندازه دانه‌ها هم درشت‌تر خواهد شد. با درشت شدن اندازه دانه‌ها تصویر از یکنواختی خارج و به صورت مجموعه‌ای از نقاط در خواهد آمد.
دانه بندی فیلم یک تابع از عوامل مختلف است. میزان نور تابیده، سرعت فیلم، تاریخ مصرف فیلم، تأثیر مستقیم در اندازه دانه‌های فیلم دارند. هر چه قدر دانه بندی فیلم درشت‌تر باشد، چاپ عکس از روی آن با بزرگنمایی بیشتر، رضایت بخش نخواهد بود. 
فقط در بعضی موارد که عکاس بخواهد با نمایش دانه بندی درشت‌تر رخوت، فروپاشی و اضمحلال را در سوژه تداعی کند و از اثر روانی ان بر روی بیننده بهره ببرد، این حالت مطلوب نیست.

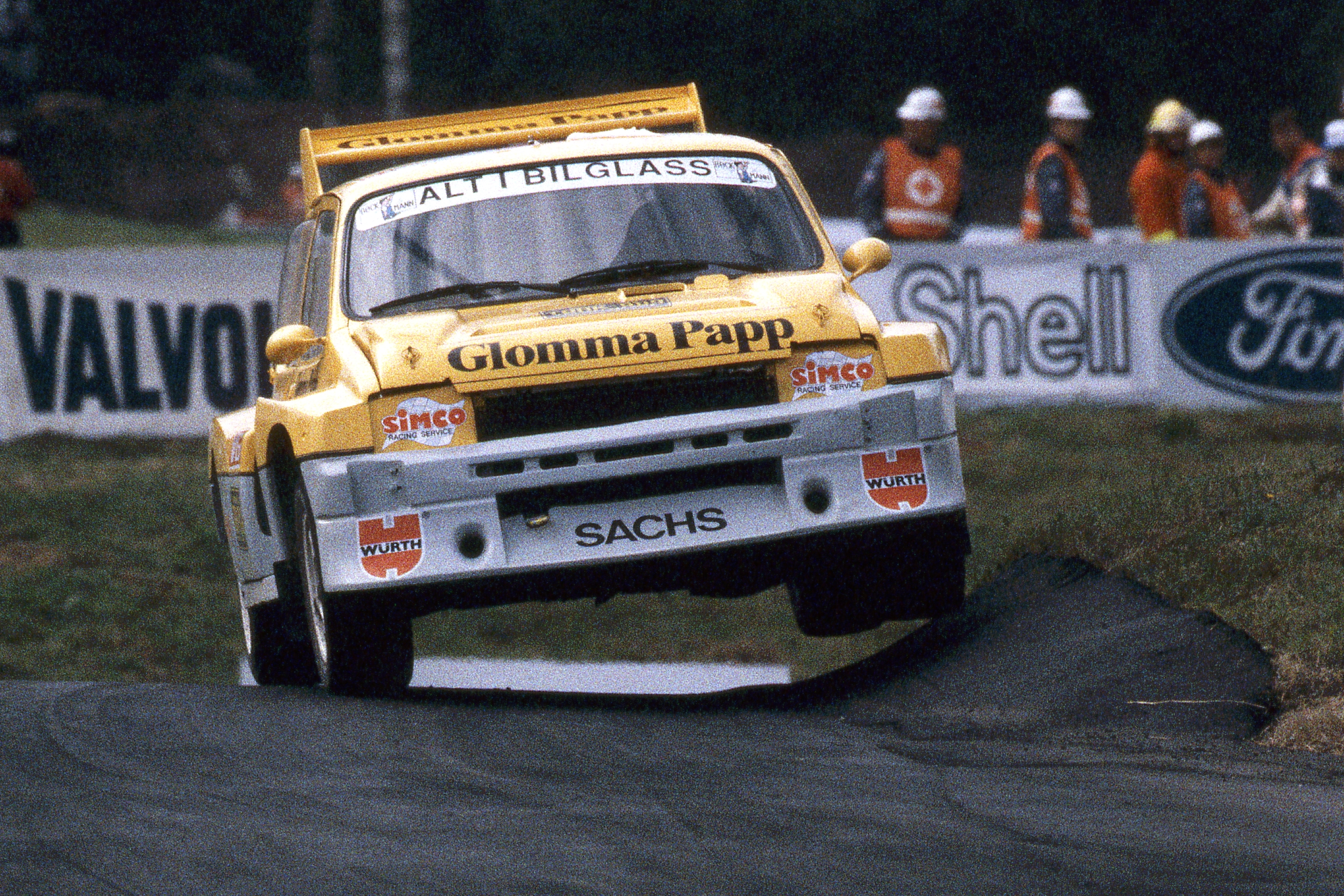
عکسی از مسابقه رالی با اسلاید آکفا 1000 آر اس.
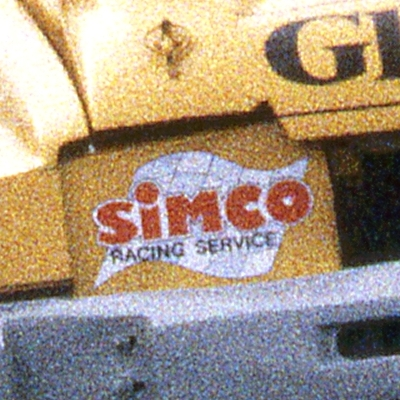
بخشی از همان عکس که با بزرگنمایی، دانه بندی فیلم بروز پیدا کرده‌است.